# Hans Jacob Bie
Hans Jacob Anker Bie (født 3. august 1821 i Udbyneder, død 17. april 1904 i Hobro) var en dansk brygger, hvis navn er knyttet til H.I. Bies Bryggeri i Hobro.
H.J. Bie var søn af sognepræst Jacob Bie (1776-1862) og Anna Kirstine Welling (1787-1858). Bie blev uddannet hos Hobros største købmand, brænderiejer og konsul Søren Sørensen. Her lærte han ud over handel og brænderidrift også landbrug, idet konsulen drev en stor gård, Louisendal, hvor han holdt stude, der blev opfedet med bærmen fra brænderiet. Hans to brødre, farmaceuten Frederik Bie og købmanden Anton Bie havde sammen grundlagt et mindre hvidtølsbryggeri i Adelgade i Hobro i 1841. I 1846 overtog de hver for sig ved arv andre ejendomme og solgte derfor bryggeriet til deres yngre broder Hans Jacob Bie for 1400 rigsdaler. Da H.J. Bie overtog ejendommen med bryggeri og købmandshandel i Adelgade hørte der også et stykke landbrugsjord til, så den på det tidspunkt 25-årige Bie fik brug for alle sine kundskaber. 
I begyndelsen var bryggeriets udvikling stillestående, og den største indtægtskilde var salg af gær til bryggerier i Randers, men det voksede sig gradvist større. I 1851 blev der opført to store toetagers bygninger til bryghus, malteri og kornlofter. Allerede i 1857 blev der sat yderligere en etage på. Først da giftede Bie sig. Han blev gift 15. november 1859 i Randers med Petrea Severine Christiane Trane (23. juli 1841 i Randers – 14. marts 1924 i København), datter af manufakturhandler, kaptajn, senere gårdejer Ove Frederik Christian Trane (1811-1867) og Marie Borup (1817-1882). Samme år fik han ingen ringere end arkitekten Vilhelm Dahlerup til at tegne det stadigt stående toetages hus, der erstattede den gamle bryggergård.
1867 blev bryggeriet udvidet med en bygning til gær og lagerkælder for hvidtøl, dobbeltøl og bitterøl, og i 1876 indledte Bie fabrikation af bajersk øl, hvorfor beliggenheden ved Vester Fjord viste sig perfekt, da der var adgang til rigelige mængder vand. Brygger J.C. Jacobsen var behjælpelig med sin ekspertise i denne forbindelse.
I 1800-tallets sidste årtier voksede bryggeriet kraftigt. 1883 kunne Bie opføre nye gærings- og lagerkældre til det bajerske øl og allerede i 1893 var det nødvendigt med yderligere udvidelser. I begyndelsen blev det meste af produktionen solgt på ankre, men sidst i 1880'erne tog levering på flasker virkelig fart og i 1902 blev der opført en tappehal med moderne maskiner. Fra 1897 blev der også brygget pilsnerøl. På det tidspunkt var to af Bies tre sønner involveret i driften: Jacob Anker Bie og Viggo Bie. Den tredje søn, Valdemar Bie, blev en kendt læge.
Bie fik også en del tillidshverv. 1877 var han medstifter af Hobro Handelsstandsforening og blev dens første formand. Ved sin fratræden 1903 udnævntes han til æresmedlem. Endvidere var han 1851-1883 medlem af byrådet, hvor han tilhørte Højrepartiet, fra 1862 medlem af direktionen for Sparekassen for Hobro og Omegn, fra 1887 dens formand og i mange år til sin Død formand for Købmændenes Hjælpekasse. Han blev kgl. agent 1873, justitsråd 1892 og Ridder af Dannebrog 1901.
Han blev begravet i Hobro, men gravstedet er siden nedlagt. Der findes en portrætmedalje fra 1921 af Gunnar Jensen og et litografi af Harald Jensen fra 1904.